# Ligne de tramway 6 (SNCV Groupe de Mons-Borinage)
La ligne 6 est une ancienne ligne de tramway du Groupe de Mons-Borinage du groupe du Hainaut de la Société nationale des chemins de fer vicinaux (SNCV) qui a fonctionné entre le 10 avril 1937 et le 2 juillet 1967.

## Histoire
Avant le 10 avril 1937, la ligne circule sous l'indice 6 comme service partiel de la ligne 8 Mons Station-État - Erquennes Dépôt, l'ouverture d'une nouvelle section entre Boussu Bois Vedette et Boussu Bois Temple (capital 67) amène au prolongement de l'ancien service partiel par cette nouvelle section. Le 15 septembre elle est prolongée à Dour Trichères par une nouvelle section entre Boussu Bois Temple et Dour carrefour des rues Fulgence Masson et du Matéchal Foch (capital 67),.
La mise en service le 1er février 1938 de la nouvelle ligne 9 Dour Trichères - Warquignies Garage amène la ligne 6 à être limitée à Boussu Bois Temple.
Le 1er septembre 1951 elle est prolongée à la place d'Élouges en reprenant le service de la navette Dour Trichères - Élouges Place.
Le 2 juillet 1967 à l'occasion d'une réforme de structure du Groupe de Mons-Borinage, la ligne est supprimée et remplacée un autobus ce qui entraine la fermeture de la section Dour Belvédère - Élouges Place,.

## Infrastructure

### Dépôts et stations
Boussu, Quaregnon.

## Exploitation

### Horaires
Tableaux :
- 830 en 1958, numéro partagé entre les lignes 6 Mons SNCB - Élouges Place, 7 Mons SNCB - Quiévrain Rue de Valenciennes, 8 Mons SNCB - Erquennes Dépôt et 9 Mons SNCB - Dour Trichères[6].